# Astragalus abbreviatus
Astragalus abbreviatus es una especie de planta herbácea perteneciente a la familia de las leguminosas. Es originaria del Asia
Es una planta herbácea perennifolia originaria de Kazajistán que se encuentra en la Provincia de Almaty.

## Taxonomía
Astragalus abbreviatus fue descrita por   Kar. & Kir. y publicado en Bjulleten Moskovskogo Obačestva Ispytatelej Prirody, Otdel Biologičeskij 15(2): 343. 1842.
Etimología
Astragalus: nombre genérico que significa "hueso del tobillo" y un nombre antiguo aplicado a algunas plantas de esta familia debido a la forma de las semillas.
abbreviatus: epíteto latino que significa "acortado".